# Samostan Las Descalzas Reales, Madrid
Samostan Las Descalzas Reales (špansko: Monasterio de las Descalzas Reales) je kraljevi samostan in se nahaja v Madridu. Upravlja ga Patrimonio Nacional (Svet direktorjev za nacionalno dediščino).

## Zgodovina
Monasterio de las Descalzas Reales, dobesedno "samostan bosonogih kraljev" je v nekdanji palači kralja Karla I. Španskega in Isabele Portugalske. Njuna hči, Joanna Avstrijska, je ustanovila ta samostan redovnic reda Klaris leta 1559. V preostalem delu 16. stoletja in v 17. stoletju je samostan pritegnil mlade vdove ali stare bogate device. Vsaka ženska je prinesla s seboj doto. Bogastvo se je hitro kopičilo in samostan je postal eden najbogatejših samostanov v vsej Evropi. Tomás Luis de Victoria, španski najboljši renesančni skladatelj, je delal v samostanu od 1587 do konca svojega življenja leta 1611.
Demografija samostana se je skozi čas počasi spreminjala in v 20. stoletju je bilo vse več sester revnih. Samostan je ohranil bogastvo svoje preteklosti, vendar je bilo prepovedano licitirati karkoli od predmetov ali se preživljati z denarjem, ki so ga prejeli od dote. Država je posredovala, ko je videla, da so sestre uboge, papež pa je odobril posebno dovoljenje, da so leta 1960 odprle samostan kot muzej.
Alfonz, vojvoda Anjou in Cádiz (umrl 1989) je pokopan v kapelici svetega Janeza Krstnika poleg svojega starejšega sina Francisca de Asis (umrl 1984). Alfonz je mlajši brat Gonzalo (umrl 2000), ki je pokopan v kapelici svetega Boštjana.

## Muzej
Medtem ko v preteklosti samostanski zakladi niso bili na ogled, je danes v samostanu le nekaj nun in mesto je dobro obiskan nacionalni spomenik. Doto bogatih starih devic so pogosto vlagali v relikvije in dragocene predmete okrašene z dragulji. Med številnimi relikvijami so domnevno kosi iz Kristusovega križa in kosti svetega Boštjana. Med neprecenljivimi umetniškimi mojstrovinami so Tizianov Cesarjev denar, predloge za tapiserije, ki jih je izdelal Rubens in dela [[Hans de Beken|Hansa de Bekena in Brueghela starejšega.
Muzejska zbirka ima tudi takšne redkosti kot so portreti kraljevih otrok [[Republika obeh narodov|Poljsko-litvanskega združenja iz poznega 16. stoletja, ki se nanaša na poljsko-španske odnose, in so navdihnili Calderonov La vida es sueño. Portreta sina in hčerke kralja Sigismunda Poljskega je naslikal Martin Kober leta 1596 in sta bila poslana kot darilo  kralju Filipu III. Španskemu.

## Cerkev
Prvotni arhitekt cerkve je bil Antonio Sillero. Fasado je oblikova Juan Bautista de Toledo leta 1559, pomagal je tudi pri ostrešju cerkve. Dele oltarja, kor in zakristijo je zasnoval Juan Gómez de Mora leta 1612, Gaspar Becerra pa je leta 1562 zaključil glavno retablo oltarja, ki ga smatrajo za njegovo mojstrsko delo. Na žalost je bila ta retabla uničena v požaru leta 1862, skupaj z veliko slikami in freskami Juan Pantoja de la Cruz. Leta 1863 je bil oltar nadomeščen kot enim naročilom iz leta 1716 kralja Filipa V. Španskega v spomin na beatifikacijo francoskega jezuita Johna Francisa Regisa, vključno s platnom Michel-Ange Houasseja. Ima vrezan relief Apoteoza Juana Francisca Regisa, delo Camillo Rusconija. Bočne plošče je izdelal Jose Bellver. Ležeči kip jezuita je izklesal Agostino Cornacchini. Kapela vsebuje marmorni kip oranta Ivane Avstrijske, bodisi Pompeo Leonija ali Crescenca.